# 군산금강랜드
군산금강랜드는 대한민국 전북특별자치도 군산시에 있는 놀이공원이다.

## 시설물

### 놀이기구
- 바이킹
- 범퍼카
- 회전목마
- 타가다디스코
- 스윙거

### 기타 시설
- 게임랜드
- 실내야구장
- 화장실
- 주차장
- 썰매장